# Mycronic
Mycronic, tidigare Micronic Laser Systems, är ett börsnoterat svenskt industriföretag.
Mycronic tillverkar laserritare för mikrolitografi. Utrustningen säljs till tillverkare av elektronik, framför allt bildskärmsindustrin i Japan och övriga Asien. Utöver detta tillverkar företaget maskiner för ytmontering.
Företaget omsatte ca 3,9 miljarder kronor under 2020. Huvudkontoret ligger i Täby utanför Stockholm.
Huvudägare är Bure Equity. Anders Lindqvist tillträdde som vd 2019. Styrelseordförande är Patrik Tigerschiöld.